# František Heran
František Heran (2. prosince 1865 Sedlčany – 27. září 1934 Praha) byl český učitel, autor románu, divadelních her pro lidové publikum a výchovných dramatických prací pro děti a mládež.

## Životopis
Jeho rodiče byli František Heran mistr obuvnický a Františka Heranová-Hodíková. Měl dva bratry: Emanuela (1867) a Josefa (1871–1879). Roku 1891 se oženil s Amálií Velebilovou (1866), spolu měli tři dcery: Marii Chocholovou (1893), Amálii Freundovou a malířku a sochařku Libuši Paumerovou (1898).
František absolvoval učitelský ústav v Praze. Působil na venkovských školách na Slánsku a Benešovsku. Od roku 1892 učil v Kralupech nad Vltavou a v letech 1916–1922 jako řídící učitel v Lobči.
Byl předsedou Klubu cyklistů, členem Řemeslnicko-čtenářského spolku, školní rady, městského zastupitelstva a správní rady Spořitelny v Kralupech nad Vltavou. Byl tajemníkem Svazu českého učitelstva, později předsedou Ústředního nakladatelství českého učitelstva.
Sbíral různé muzejní předměty, napsal román, několik studií a výchovných her pro lidová divadla.

## Dílo

### Spisy
- O písni národní se zřetelem na nynější dobu – Praha: vlastním nákladem, 1896
- O mravně spustlé mládeži, toho příčinách a nápravě – Praha: Alois Wiesner, 1899
- Za bludičkou slávy: román – Čelákovice, Josef Hampl, 1932

### Divadelní hry
- Divadelní ochotník: repertorium soukromých divadel: Ženitba Jarolímova – Ferdinand Lorbeer; Čtenáři Oznamovatele – František Heran; V lázních – František Kováříček. Praha: Josef M. Srp, 1891
- Práce šlechtí: lidová hra se zpěvy o třech jednáních – František Heran a Josef Mervart. Kralupy nad Vltavou, Nakladatelství závodu tiskařského a nakladatelského, 1912
- Za chlebem: obrazy ze života o 2 jednáních – Praha: Ústřední nakladatelství a knihkupectví učitelstva českoslovanského (ÚNKUČ), 1922
- Babiččina Viktorka: obraz ze života po 5 jednáních – hudbu složil Gustav Roob. Praha: Emanuel Starý, 1923
- Pozdní bouře: obraz ze života o 3 jednáních[4]
- Lidunka našla v Praze štěstí: veselohra se zpěvy – hudbu složil Arnošt Tejnský[4]
- Pro mamon: obraz ze života o 4 jednáních – Praha: František Švejda, 1924
- Věčné mládí: maloměšťácká satira o třech jednáních – Praha: F. Švejda, 1926
- Bejvávalo a bude zase: lidová veselohra pro děti od 6 do 60 let se zpěvy a tanci o třech jednáních – Praha: ÚNKUČ, 1934
- Naši letí do Alžíru: dětská veselohra o třech jednáních se zpěvy, tanci a s úvodem do hry Praha: ÚNKUČ, 1934